# Hochschulverbund Virtuelle Fachhochschule
Der Hochschulverbund Virtuelle Fachhochschule (VFH) ist ein länderübergreifender
Hochschulverbund der gemeinsame Online-Studienangebote über das Internet anbietet.
An verschiedenen Hochschulen werden z. Z. die Bachelor- und Masterstudiengänge Medieninformatik, Wirtschaftsinformatik, Wirtschaftsingenieurwesen und Betriebswirtschaftslehre angeboten. Die Studierenden schreiben sich in einer beteiligten Hochschule für einen dort angebotenen Online-Studiengang ein. Die modular aufgebauten kostenpflichtigen Studieninhalte werden den Studierenden in Form von Online-Modulen auf einer Lernplattform, z. Z. Moodle, zur Verfügung gestellt. Auf diese Weise wird den Studierenden eine selbstorganisierte, flexible Bearbeitung der Lernangebote als Vollzeitstudent oder auch nebenberuflich ermöglicht. Das virtuelle Studium wird durch obligatorische Präsenzphasen an den einschreibenden Hochschulen ergänzt.

## Beteiligte Hochschulen
- Alice Salomon Hochschule Berlin
- Berliner Hochschule für Technik
- Fachhochschule Kiel
- Fernfachhochschule Schweiz
- Frankfurt University of Applied Sciences
- HAWK Hochschule für angewandte Wissenschaft und Kunst Hildesheim/Holzminden/Göttingen
- Hochschule Albstadt-Sigmaringen
- Hochschule Bremerhaven
- Hochschule Emden/Leer
- Jade Hochschule
- Ostfalia Hochschule für angewandte Wissenschaften
- Technische Hochschule Brandenburg
- Technische Hochschule Lübeck